# ピッツォーネ
ピッツォーネ（イタリア語: Pizzone）は、イタリア共和国モリーゼ州イゼルニア県にある、人口約300人の基礎自治体（コムーネ）。

## 地理

### 位置・広がり

#### 隣接コムーネ
隣接するコムーネは以下の通り。括弧内のAQはラクイラ県、FRはフロジノーネ県所属を示す。
- アルフェデーナ (AQ)
- カステル・サン・ヴィンチェンツォ
- モンテネーロ・ヴァル・コッキアーラ
- ピチニスコ (FR)
- サン・ビアージョ・サラチニスコ (FR)

## 行政

### 分離集落
ピッツォーネには、以下の分離集落（フラツィオーネ）がある。
- Ara Antica, Aramerdiara, Ommaro, Pagliarone